# Podemos
Podemos (svenska "Vi kan") är ett spanskt vänsterparti som uppstod i januari 2014 ur proteströrelsen mot korruption, nedskärningar och social ojämlikhet. En av partiets grundare och talespersoner är Pablo Iglesias Turrión, professor i statsvetenskap, skribent och TV-personlighet. Partiet fick cirka 8 procent av rösterna i valet till Europaparlamentet 2014 och tilldelades fem mandat i Europaparlamentet. Partiet tillhör Vänstergruppen i Europaparlamentet där bland annat svenska Vänsterpartiet ingår. I parlamentsvalet 2015 blev Podemos det tredje största partiet med 20,66% av rösterna. Partiet har för närvarande över 415 000 medlemmar. Inför nyvalet till det spanska parlamentet i juni 2016 bildade Podemos valalliansen Unidos Podemos ("Vi kan tillsammans") med mindre vänsterpartier, däribland Izquierda Unida och blev återigen landets tredje största politiska kraft med 21,1% av rösterna. Sedan januari 2020 ingår Unidas Podemos i en koalitionsregering tillsammans med PSOE, landets största parti. Pablo Iglesias väntas bli utsedd till vicepresident.

## Historia

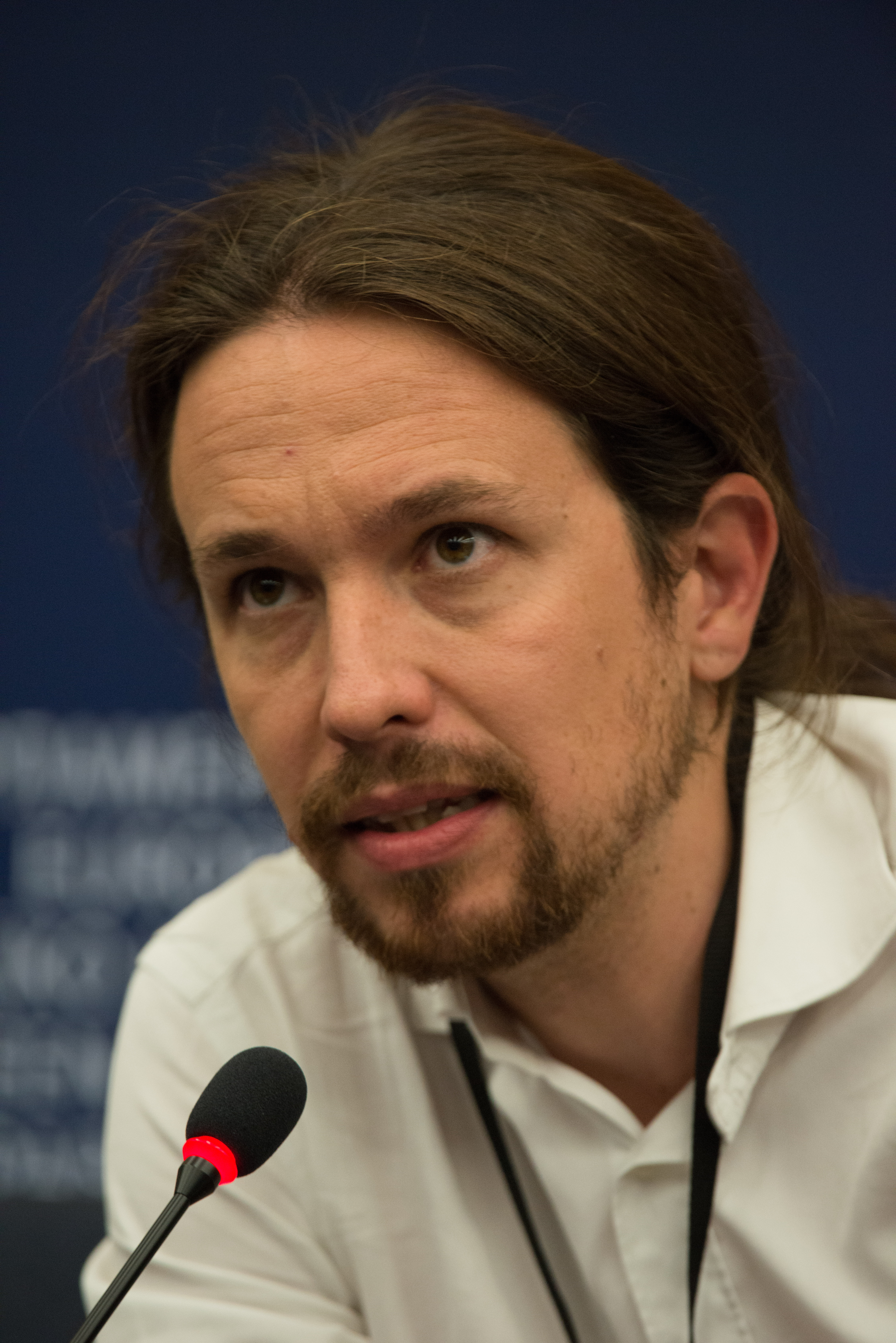
Pablo Iglesias Turrión

I samband med finanskrisen 2008 sprack den spanska bostadsbubblan, arbetslösheten steg och den socialdemokratiska regeringen inledde betydande nedskärningar i de offentliga utgifterna. Protesterna mot denna politik tog sig uttryck i demonstrationer och den löst sammansatta rörelsen Los Indignados ("de indignerade"). Podemos tog sitt avstamp i ett manifest med titeln "Mover ficha: convertir la indignación en cambio político" ("Flytta spelpjäsen: omvandla upprördheten till politisk förändring") vilket publicerades den 13 januari 2014 i den digitala tidningen Público. Skriften underströk nödvändigheten att omformulera de gångna årens protester i ett politiskt alternativ med sikte på att ta plats i det europeiska parlamentet efter valet fem månader senare. Manifestet skrevs under av knappt trettio journalister, kulturpersonligheter, akademiker och aktivister. Pablo Iglesias Turrión hörde inte till de personer som skrev under manifestet men likväl förklarades han till en av rörelsens talespersoner.
Inför EU-valet hade Podemos ambitionen att samla 50 000 namnunderskrifter i stöd för partiets politik (enligt egna uppgifter lyckades partiet med detta inom 24 timmar). Dessutom vinnlade sig partiet om att program och kandidatlistor skulle komma till stånd i en öppen process med partiets anhängare. Slutligen eftersträvades samarbete med liksinnade politiska krafter i Spanien, t.ex. vänsterpartiet Izquierda Unida.
I januari 2020 bildade premiärminister Pedro Sànchez från PSOE en ny koalitionsregering med  Podemos. Spanien fick sin första koalitionsregering sedan återgången till demokrati på 1970-talet.
I maj 2021 avgick Podemos grundare Pablo Iglesias efter en klar högerseger i det regionala parlamentets val. i juni 2021  valdes socialministern Ione Belarra valdes till ny generalsekreterare för Podemos. Hon efterträder därmed Pablo Iglesias, som hade lämnat alla politiska uppdrag.

## Politik
Podemos har beskrivits som vänsterradikalt, anti-kapitalistiskt och EU-kritiskt och jämförts med det grekiska partiet Syriza.
I det ursprungliga partiprogrammet ingår punkter som 35-timmars arbetsvecka, medborgarlön, höjd minimilön samt införandet av en maximilön, regel att privatiseringar endast ska vara godkända efter folkomröstningar, krav på uppehållstillstånd till alla papperslösa, straffbefrielse för ockupanter av tomma bostäder, möjlighet till förstatligande av företag enligt vissa riktlinjer, nedmontering av gränskontroller, regel att politiska möten och protokoll ska göras offentliga enligt ett antikorruptionsprogram samt förespråkande av regioners rätt till självbestämmande, t.ex. Katalonien och Baskien.
Partiet strävar efter att implementera en gräsrotsdemokratisk strategi i utformningen av sin politik; partiprogrammet utvecklades i diskussion med tusentals deltagare och kandidaterna till EU-parlamentet nominerades i öppna omröstningar. Snarare än att begränsa diskussionen till det ideologiska spektrumet mellan höger och vänster har partiets ledande företrädare lagt ett retoriskt fokus på spänningen mellan folket och "la casta" (kasten eller den politiska eliten). Detta har lett till att Podemos anklagats för populism och för att söka enkla lösningar på komplexa problem. I viss bemärkelse har partiet inte tagit avstånd från anklagelsen om populism, utan har snarare kunnat ses förespråka en omvärdering av det negativt konnoterade begreppet. Vid sidan av dessa anklagelser från etablerade politiska partier har Podemos också kritiserats från socialistiskt håll för att vara för marknadsanpassat och pro-kapitalistiskt.

## Opinionsundersökningar
Efter partiets första stora politiska framgång i och med inträdet i Europaparlamentet våren 2014 steg dess popularitet kraftigt i opinionsundersökningarna. I slutet av 2014 låg Podemos på liknande nivåer som de största spanska partierna PP och PSOE.

## Valresultat
I de spanska regionalvalen i maj 2015 gick Podemos starkt framåt framför allt i storstadsregioner som Madrid, Barcelona och Valencia. 
I december 2015 fick Podemos 20,66 procent av rösterna i valet till parlamentet och blev därmed Spaniens tredje största parti . 
I valet i juni 2016 bildade partiet en valkartell med andra vänsterpartier kallad Unidos Podemos som samlade 21,1 procent. .